# Отоневрология
Отоневрологията е медицинска подспециалност, занимаваща се със заболяванията на вътрешното ухо.
Пациентите, които посещават отоневрологичния кабинет, най-често се оплакват от нарушено равновесие, световъртеж, намален слух, шум в ушите.
За основоположник на българската отоневрология и оториноларингология се счита проф. Стоян Белинов. Роден в Котел на 30 март 1872 г., той завършва медицина във ВМА – Санкт Петербург, специализира пак там и във Виена. Полиглот, владее над 10 езика. По време на войните е началник на военно-полеви болници. Автор е на над 120 научни публикации и на първите ни университетски учебници по оториноларингология. Работи върху проблемите на патологията и клиниката на вестибуларния апарат, риносклеромата, лечението на изгарянията на хранопровода и чуждите тела в него и долните дихателни пътища (пръв у нас прилага бронхоезофагоскопа за вадене на чужди тела оттам). Пръв у нас въвежда нов метод за предпазване на стесненията на хранопровода чрез бужиране. Пръв в света изследва отолитовия апарат. Открива кохлео-палпебралния рефлекс. Член-кореспондент е на множество национални дружества по УНГ в Европа. Загива трагично при бомбардировката над София на 10 януари 1944 г. в собствения си дом. 